# DJ Bobo
René Baumann o DJ Bobo   (Kölliken, 5 de gener de 1968), és un reeixit músic europop o eurodance, guanyador de nombrosos premis, 11 World Music Awards, més 60 milions de discos venuts, entre ells un disc de diamant.
Com a prometedor productor de música dance, el seu primer gran èxit va venir amb el single "Somebody Dance with me" ("Algú balla amb mi"), que és similar en so a "Somebody's Watching Me", de Rockwell. El single va arribar a ser número u a la Xina. Després d'això, va obtenir bons rànquings amb els singles "Keep on Dancing" ("Mantingues el moviment") i "Take Control" ("Pren el control").

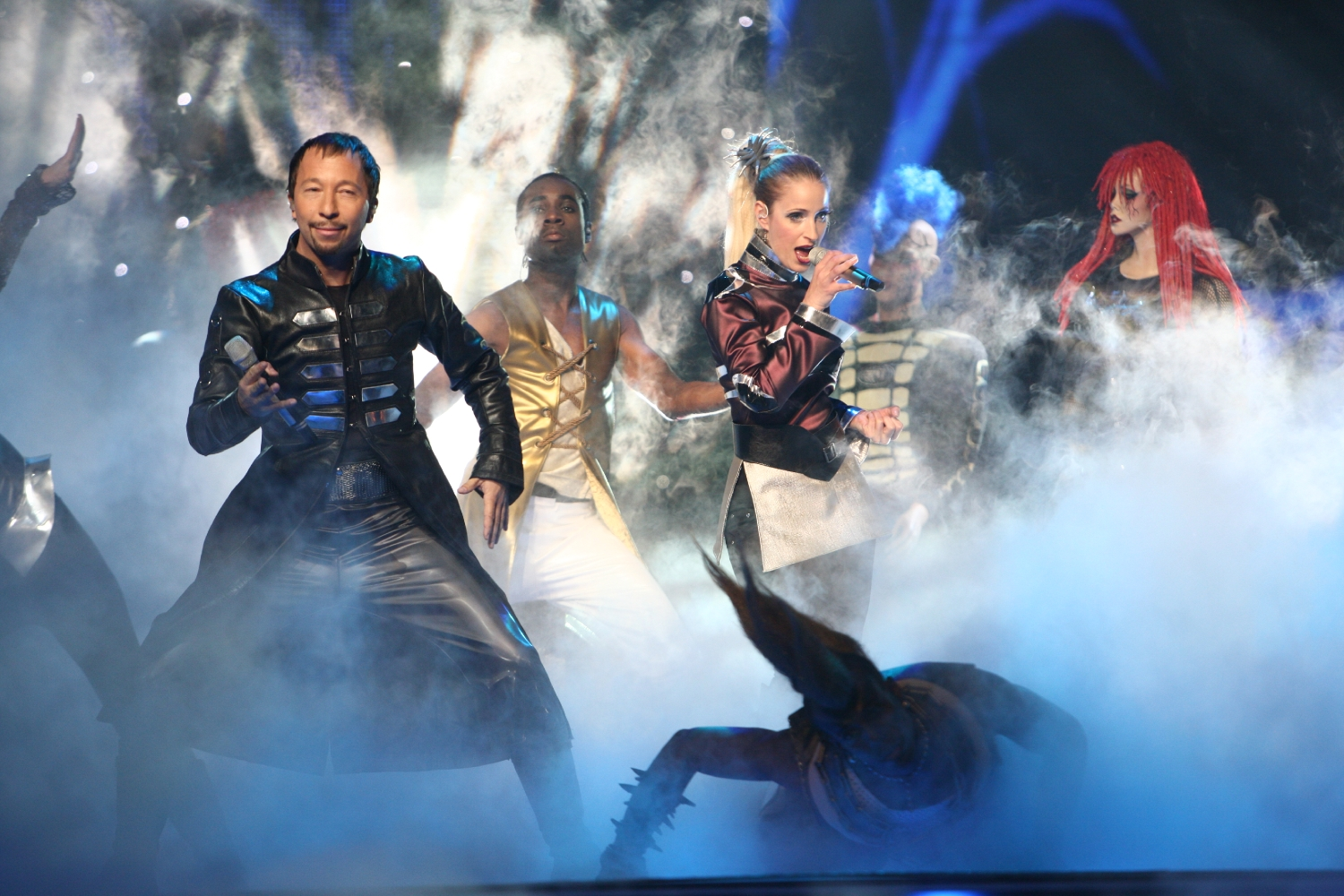
DJ BoBo al Festival de la Cançó d'Eurovisió 2007.

René ha rebut diversos discs d'or i platí per les seves cançons i ha assolit l'èxit a Europa (principalment Alemanya i Suïssa), Israel i Amèrica del Sud. Les cançons més recents de René són una desviació de l'Eurodance, però ell continua produint cançons decents d'Eurodance com ara "Moscow" ("Moscou", 2001),"No More Pain" ("No més dolor", 2003), i "Amazing situation" ("Vida sorprenent", 2005).
Un dels seus singles, "Chihuahua", va ser usat en un anunci espanyol de Coca-Cola i en la presentació del programa de TV xilè Els improvisadors. El 2003 va ser rellançada a causa del seu gran èxit i va passar a ser el segon single més ben venut l'any a nivell mundial. El desembre de 2004, la versió cantonesa de "Chihuahua" va ser escrita per Wyman Wong com la cançó principal del mateix producte. Aquesta versió va ser cantada per Jony Yung.
El 2004, com a resultat de l'èxit de "Chihuahua", René va ser guardonat amb el Premi Suís de l'Espectacle en els premis Suïssos, un esdeveniment anual dedicat a reconèixer els grans èxits assolits per gent nascuda en aquest país.
El desembre de 2007, la televisió suïssa el va triar com a representant helvètic per al Festival d'Eurovisió a Hèlsinki el 2007 en el qual va interpretar "Vampires are alive" ("Els vampirs són vius"). Encara que partia com un dels clars favorits per aconseguir la victòria, finalment no va poder aconseguir accedir a la final, aconseguint una decebedora vintena posició a la semifinal.
El 2008 s'edita l'àlbum Vampires en conjunt amb el Tour "Vampires the Show".
Per al 2010, s'esperava el llançament del nou Disc d'estudi anomenat Fantasy el qual conté temes inèdits Pop/Dance. El primer single va ser "Superstar", un tema ple d'energia 100% ballable.
També es va realitzar el 27 de novembre la preestrena del "Tour Fantasy", un gran escenari amb un enorme personatge de fons, ple de color, vida i alegria el qual es duria a terme durant el 2010 en parts d'Europa i possiblement podria arribar a Sud-amèrica.

## Discografia
| - Dance With Me (1993) - There Is A Party (1994) - Just For You (1995) - World In Motion (1996) - Magic (1998) - The Ultimate Megamix 99 (1999) - Level 6 (1999) - Planet Colors (2001) - Celebration (2002) - Visions (2003) - Chihuahua - The Album (2003) - Live In Concert (2003) - Pirates Of Dance (2005) - Greatest Hits (2006) - Vampires (2007) - Ole Ole - The Party (2008) - Fantasy (2010) - Greatest Hits - Xile Edition (2010) - Dancing Las Vegas (2011) - Circus(2014) - Mystorial (2016) - Kaleidoluna (2018) - Evolut30n (2022) - Das Live Video (1995) - Live On Stage (1996) - World In Motion (1997) - Magic - The Show (1998) - Mystasia (1999) - The Videos & Making Of (2000) - Planet Colors - The Show (2001) - Celebration - The 10th anniversary show (2002) - Visions - Live In Concert (2003) - Pirates Of Dance - The Show (2005) - Greatest Hits (2006) - Vampires 2008 - The Show (2008) - Fantasy - Tour 2010 (2010) - I Love You (1989) - Ladies In The House (1991) - Let's Groove On (1992) - Somebody Dance With Me (1993) - Keep On Dancing (1994) - Take Control (1994) - Take Control (Remixes) (1994) - Everybody (1994) - Let The Dream Come True (1994) - Let The Dream Come True (Remixes) (1994) - Love Is All Around (1995) - There Is A Party (1995) - Freedom (1995) - Love Is The Price (1997) - Pray (1996) - Respect Yourself (1996) - It's My Life (1997) - Shadows Of The Night (1997) - Where Is Your Love (1998) - Around The World (1998) - Celebrate (1998) - Together (1999) - Lies (1999) - What A Feeling (2001, amb Irene Cara) - Hard To Say I'm Sorry (2001) - Colors Of Life (2001) - Celebration (2002) - Chihuahua (2002) - I Believe (2003) - Pirates Of Dance (2005) - Amazing Life (2005) - Secrets Of Love (2006, amb Sandra) - Vampires are alive (2007) # 3 a Suïssa - We Gotta Hold On (2007) - Because Of You (2007) - Ole Ole (2008) - Superstar (2010) | - |